# Дитрих III (Мец)
Дитрих III от Бар (на френски: Thierry III de Bar; на немски: Dietrich III Bischof von Metz; † 8 август или 11 август 1171) е 54. епископ на Мец (1163 – 1171). Дитрих е ок. 1128 г. ерц-дякон в Мец, 1156 г. ерц-дякон във Вердюн.

## Биография
Той е най-малкият син на кръстоносеца граф Райналд I Еднооки от Бар († 1149) и втората му съпруга Гизела от Водемон († сл. 1141), вдовица на Ренард III, граф на Тул, дъщеря на граф Герхард I от Водемон от Дом Шатеноа и Хедвига от Егисхайм († 1126), дъщеря на Герхард, граф на Егисхайм и Дагсбург, който е брат на папа Лъв IX. Племенник е на кардинал Стефан от Бар († 1163), епископ на Мец (1120 – 1163). Брат е на граф Райналд II († 1170).
Дитрих участва през 1147 – 1149 г. с баща си, брат си Райналд II и чичо си кардинал Стефан от Бар във Втория кръстоносен поход. Баща му умира по време на завръщането им по Средиземно море през 1149 г. След смъртта на чичо му Стефан от Бар през 1163 г. е избран за епископ на Мец чрез влиянието на император Фридрих I Барбароса.
Дитрих умира на 8 или 11 август 1171 г. и е погребан в катедралата на Мец.